# Monster High 2
Monster High 2 é um telefilme live-action estadunidense de 2023, do gênero fantasia musical, dirigido por Todd Holland e a continuação de Monster High: The Movie. Foi escrito pelo próprio Holland, Matt Eddy e Billy Eddy. A trama segue Clawdeen, Frankie e Draculaura, que retornam para Monster High enquanto lidam com seus poderes e identidades. Quando uma nova ameaça surge, Draculaura se vê dividida entre seu legado como vampira e suas aspirações de praticar magia. Nos Estados Unidos, foi lançado na Paramount+ e através da Nickelodeon em 5 de outubro de 2023.
Baseado na franquia de bonecas homônima da Mattel e produzido pela divisão televisiva da empresa em parceria com a Brightlight Pictures, o filme é estrelado por Miia Harris, Ceci Balagot e Nayah Damasen nos papéis de Clawdeen Wolf, Frankie Stein e Draculaura, respectivamente. O elenco também inclui Case Walker, Steve Valentine, Jy Prishkulnik, Lina Lecompte, Justin Derickson, Marci T. House, Scotch Ellis Loring, Nasiv Sall e Lilah Fitzgerald, além de novos integrantes como Ana Ortiz, Bonale Fambrini, Kyra Leroux e Salena Qureshi.

## Enredo
Clawdeen Wolf se tornou um monstro famoso depois de salvar Monster High do filho do Sr. Edward "Eddy" Hyde, Edward "Eddy" Hyde Jr. Ela chega na festa de volta às aulas de Draculaura com Frankie Stein e diz que gostaria de não ser popular, mas seu namorado, Deuce, diz a ela que popularidade é assim.
No primeiro dia de volta, todos estão se divertindo no Coffin Bean da escola, quando a garota-gato chamada Toralei Stripe reaparece inesperadamente depois de estudar no exterior em Scaris, na França, por um ano. Ela não aprova meio monstros ou bruxaria na escola, e mostra cicatrizes no braço direito causadas pelas bruxas que a atacaram em Scaris. Clawdeen enfrenta Toralei, mas ela sorri e vai embora.
Clawdeen, Draculaura e Frankie estão do lado de fora da escola até que um grupo de monstros liderados por Demi Boovais se aproxima de Clawdeen. Demi conta a Clawdeen que ela também é meio monstro e que Clawdeen é a razão pela qual ela veio para Monster High. Enquanto Draculaura e Frankie caminham para a aula, outro novo aluno esbarra em Draculaura. Ele se apresenta como Ellis, outro vampiro como ela. Os dois acabam parecendo gostar da companhia um do outro.
Mais tarde, enquanto Clawdeen e Deuce estão em um encontro, ele conta a ela sobre como sua mãe o está obrigando a fazer um tradicional retiro de górgonas de um ano, já que Medusa despreza Monster High.
Na assembleia, a escola dá as boas-vindas aos novos alunos, e a Diretora Bloodgood anuncia que Clawdeen e Toralei são as duas candidatas a monitoras. Clawdeen diz que quer se tornar monitora porque sua mãe, Selena, já foi monitora, e quer ter certeza de que a bruxaria e os meio-humanos poderão permanecer em Monster High.
Mais tarde naquela noite, Draculaura está praticando magia no pátio quando Ellis a vê e diz para ela não esconder sua magia, já que ele também pratica bruxaria e é por isso que ele veio para a escola, então eles se unem por serem os únicos vampiros que a praticam.
Logo depois, Clawdeen está no quarto com Frankie e conta a ela sobre seu estresse por Cleo bombardeá-la com perguntas sobre a competição para monitora, quando bruxos entram de repente no quarto, logo após Draculaura chegar. Clawdeen os assusta com seu rugido de super lobisomem.
Depois, no escritório de Bloodgood, Clawdeen, Frankie e Draculaura contam a ela o que aconteceu em seu quarto. Toralei e suas amigas chegam e dizem que devem ter vindo porque os feitiços de Draculaura atraiu os bruxos. Clawdeen e seu grupo confronta Toralei para provar que Draculaura é inocente, mas Bloodgood anuncia que ela está proibindo todo tipo de feitiçaria em toda a escola.
Ellis se revela humano para Draculaura e a convence a ir com ele ao encontro de sua mãe Zamara, chefe do clã de bruxas de Salém, para possivelmente ajudar a acabar com a rivalidade centenária entre eles e os vampiros. Ao deixar para trás um clone de si mesma nada perfeito, Clawdeen, embora comprometendo as eleições para monitora, vai procurá-la em Seattle através de uma pista no quarto de Ellis. Heath, Deuce e Frankie a seguem em segredo para ajudá-la a trazê-la de volta.
Draculaura conhece Zamara, a chefe do clã, que a convence a falar no grande conclave de bruxas no dia seguinte. Enquanto isso, o pai de Clawdeen, Apollo Wolf, cuja empresa de segurança é responsável pela segurança da empresa, consegue guiar Clawdeen até Draculaura. Eles conversam, mas ela não vai embora porque acredita que deve lutar pela paz.
Clawdeen e o grupo retornam para Monster High, porém sem Draculaura, que preferiu ficar. Todos chegam a tempo para os discursos de encerramento para monitora. Enquanto Toralei proclama discursos de ódio, Clawdeen pede inclusão. Depois que Draculaura vê o discurso de Clawdeen em Seattle pelo seu telefone, ela decide se preparar para voltar.
Enquanto Draculara arruma suas malas, Zamara aparece e explica que ela é sua prisioneira. Quando ela atingir a maioridade à meia-noite, eles vão usá-la para lançar uma maldição de mortalidade, destruindo todos os vampiros à meia-noite. Draculaura é mantida em uma jaula que repele monstros e colocada sob um feitiço para entoar a maldição sem parar, e a única maneira de sair do transe é se alguém a tocar.
Ao descobrir o plano de Zamara, Clawdeen, seu grupo e Toralei vão resgatar Draculaura em Seattle. Deuce, Heath e Toralei criam distrações enquanto Frankie ajuda a causar um curto-circuito nas portas de entrada. Zamara chega para impedir o resgate, mas Ellis, desiludido com sua mãe por manipulá-lo, lança um feitiço para segurá-la para que Clawdeen possa libertar Draculaura.
Clawdeen arrisca sua vida para salvar Draculaura, dobrando as barras da jaula anti-monstros para alcançá-la e tocá-la, quebrando o feitiço. Perdendo a consciência, ela encontra o Grim Reaper/Ceifador, a personificação da morte, mas se recusa a ceder. Clawdeen acorda, tendo sido revivida por Frankie e descobrindo que Draculaura estava enfrentando todos possessivamente com sua magia. O pai dela chega, parabeniza-a e cuida dos presos. Ellis e Draculaura fazem as pazes e ela volta para a escola.
De volta a Monster High, o grupo comemora o aniversário de Draculaura e então veem que Clawdeen foi eleita a monitora, conquistando totalmente o respeito de Toralei enquanto se aproximam por causa das cicatrizes de bruxa que elas possuem. Deuce decide tirar um ano de folga para se encontrar, e Clawdeen dá seu primeiro beijo.
Na última cena, Deuce deixa Monster High apenas para ser sequestrado pelo Ceifador. Ele se dirige para Monster High afirmando que "Os mortos devem descansar. E não serei enganado novamente." Logo depois, Frankie acorda de repente.

## Elenco
- Miia Harris como Clawdeen Wolf, filha de Apollo e Selena, melhor amiga de Frankie e Draculaura e namorada de Deuce. Ela é meio lobisomem e meio humana, e desde então se tornou famosa por derrotar Komos e ajudar a permitir humanos em Monster High.
- Ceci Balagot como Frankie Stein, cria do monstro de Frankenstein e Dr. Stein, tendo grande amizade com Clawdeen e Draculaura. Depois de receber novas atualizações frequentemente, está aprendendo a se reajustar aos seus novos poderes. No clímax, fica implícito que Frankie reviveu Clawdeen depois que ela faleceu.
- Nayah Damasen como Draculaura, filha do Conde Drácula e amiga de Frankie Stein e Clawdeen Wolf. Embora ela tenha permissão para praticar feitiçaria, ela sente o peso do nome de sua família sobre ela. Depois de conhecer Ellis, Draculaura é atraída para o Salem Coven e quase extermina todos os vampiros. No final, ela acaba utilizando sua feitiçaria e se transformando em uma nuvem imparável de magia, enquanto ganha a habilidade de invocar centenas de morcegos.
- Case Walker como Deuce Gorgon, filho de Medusa e Lyra, melhor amigo de Heath e namorado de Clawdeen. Por não ser capaz de usar seus poderes de górgona completamente, ele sente que não é totalmente ele mesmo. No final, ele decide participar de um tradicional retiro de górgonas que dura um ano, deixando Monster High para se encontrar.
- Jy Prishkulnik como Cleo de Nile, filha de uma múmia, é a melhor amiga de Lagoona e a abelha-rainha residente de Monster High, que ajuda Clawdeen a ganhar as eleições contra Toralei.
- Salena Qureshi como Toralei Stripe, filha de dois homens-gato, que retorna para Monster High depois de um ano no exterior em Scaris, França. Ela é manipuladora e antagônica, querendo que Clawdeen deixe Monster High devido ao seu sangue humano, porém, ela se revela confiável depois de ajudar a salvar Draculaura do Salem Coven.
- Steve Valentine como Conde Drácula, pai de Draculaura, amigo de Bloodgood e membro do conselho de Monster High. Drácula continua pressionando Draculaura e não ouvindo o que ela quer em vez do que ele quer para ela.
- Marci T. House como Diretora Sem-Cabeça Bloodgood, a amazona sem cabeça que é a diretora durona, mas justa, de Monster High e uma defensora de seguir as regras. Ela proíbe novamente praticar feitiçaria depois que bruxos invadem a escola em busca de Draculaura.
- Scotch Ellis Loring como Apollo Wolf, pai de Clawdeen que ajuda sua filha em busca de Draculaura.
- Justin Derickson como Heath Burns, Justin Derickson como Heath Burns, filho dos Elementais do Fogo, melhor amigo de Deuce e namorado de Abbey. Ele usa seus elementos para ajudar a salvar Draculaura.
- Lina Lecompte como Lagoona Blue, filha de um monstro marinho não identificado e uma ninfa marinha. É a melhor amiga de Cleo.
- Kyra Leroux como Demi Boovais, uma híbrida fantasma/humana que idolatra Clawdeen.
- Lilah Fitzgerald como Ghoulia Yelps, filha dos zumbis.
- Nasiv Sall como Abbey Bominable, filha dos Iétis e namorada de Heath.
- Ana Ortiz como Zamara Prue, a líder da véspera de Coleman. Zamara é incrivelmente confiável e diz a Draculaura que pode ajudar a acabar com a guerra entre bruxos e vampiros. Ela é revelada como uma bruxa líder do Salem Coven e que busca exterminar todos os vampiros. Zamara foi anteriormente e parcialmente interpretada por Artemis Pebdani no final do filme anterior.
- Bonale Fambrini como Ellis Ghould, o filho de Zamaea e interesse amoroso de Draculaura. Ellis é um novo vampiro/bruxo que foi transferido para Monster High. Depois de influenciar Draculaura, ele revela ser um bruxo humano que abriu um portal para permitir que os bruxos entrassem em Monster High.
- Steven Huy como um monstro adolescente que idolatra Clawdeen.
- Matt Kennedy e Katie Stuart como Hipsters
- Alistair Abell e Scott Patey como capangas de Zamara Prue
- Kyle Strauts como Grim Reaper/Ceifador
- Kyle Selig como Sr. Komos/Edward "Eddy" Hyde Jr., filho de Edward "Eddy" Hyde Sr., que foi transformado em pedra por Clawdeen usando o telefone de Cleo no primeiro filme. Ele aparece em arquivos de imagens com seu estado petrificado ainda na propriedade de Monster High.

### Vozes
- Michael Antonakos como Coleman Eves
- Natasha Leggero como Skullette, o sistema de som da escola.
- Owen Thomas como Grim Reaper/Ceifador

## Produção

### Desenvolvimento
Em 25 de outubro de 2022, a Mattel e a Nickelodeon anunciaram o sinal-verde para uma sequência de Monster High: The Movie depois de reivindicar o lugar como o filme infantil e familiar nº 1 na Paramount+ durante sua semana de lançamento e alcançar mais de 4 milhões de espectadores em seu fim de semana de estreia na Nickelodeon e em canais semelhantes, exceto na Nick Jr. (Nick at Nite, Nicktoons e TeenNick). Todd Holland retorna como diretor e produtor executivo. Fred Soulie, vice-presidente sênior e gerente-geral da Mattel Television, Phil Breman, vice-presidente de desenvolvimento de live-action da Mattel, e Adam Bonnett também voltaram como produtores executivos. O roteiro foi escrito por Matt e Billy Eddy, com a história coescrita por Todd Holland, Matt Eddy e Billy Eddy.

### Promoção
Em 4 de março de 2023, Miia Harris, Ceci Balagot, Nayah Damasen e Case Walker apareceram no Kids' Choice Awards para promover o filme com um sneak peek e teaser.
Em 15 de setembro de 2023, o trailer completo de Monster High 2 foi postado no canal oficial da Paramount+ no YouTube.

## Lançamento
O filme foi lançado simultaneamente no Paramount+ e na Nickelodeon em 5 de outubro de 2023. No Brasil, o filme estreou em 24 de outubro de 2023 na Paramount+ e na Nickelodeon Brasil.

## Trilha sonora
A trilha sonora original do filme foi lançada sem divulgação em 5 de outubro de 2023 pela Arts Music (a divisão da Warner Music Group) no formato de streaming.
| N.º            | Título                             | Intérprete(s) | Duração |  |
| 1.             | "My Heart Goes Boom Boom Boom"     | - Miia Harris - Nayah Damasen - Ceci Balagot - Lina Lecompte - Lilah Fitzgerald - Case Walker - Jy Prishkulnik - Justin Derickson | 2:47    |  |
| 2.             | "One Moon, One Heart"              | - Miia Harris - Nayah Damasen - Ceci Balagot                                                                                      | 2:44    |  |
| 3.             | "Make Your Own Way"                | - Tina Parol - Oh, Hush! | 2:04    |  |
| 4.             | "Reason We've Got Magic"           | - Nayah Damasen - Bonale Fambrini                                                                                                 | 1:33    |  |
| 5.             | "You Don't Know"                   | - Miia Harris - Salena Qureshi | 2:39    |  |
| 6.             | "Reason We've Got Magic (Reprise)" | Nayah Damasen | 0:48    |  |
| 7.             | "Not How Our Story Goes"           | - Miia Harris - Nayah Damasen - Ceci Balagot                                                                                      | 3:06    |  |
| 8.             | "Together Forever"                 | FJØRA | 2:37    |  |
| 9.             | "Gotta Get There Together"         | Miia Harris Nayah Damasen Ceci Balagot                                                                                            | 3:26    |  |
| 10.            | "Monsters Are"                     | - Miia Harris - Nayah Damasen - Ceci Balagot - Case Walker - Jy Prishkulnik - Justin Derickson - Salena Qureshi                   | 2:46    |  |
| 11.            | "Never Walk Alone"                 | Blue Sky Moon | 2:41    |  |
| Duração total: | Duração total:                     | Duração total: | 27:16   |  |

## Recepção

### Resposta da crítica
Monster High 2 tem uma pontuação de 73% no Rotten Tomatoes.

## Futuro
Em 5 de junho de 2024, a Mattel e a Universal Pictures anunciaram o desenvolvimento de um filme live-action de Monster High, que não terá relação com Monster High 2 ou seu antecessor, deixando incerto o futuro de um possível Monster High 3.